# Кардозо, Джонни
Жуан «Джонни» Лукас де Соуза Кардозо (англ. и порт.-браз. João "Johnny" Lucas de Souza Cardoso; 20 сентября 2001, Денвилл, Нью-Джерси, США) — американский и бразильский футболист, центральный полузащитник клуба «Атлетико Мадрид» и сборной США.

## Биография

### Ранние годы
Кардозо родился в Денвилле, штат Нью-Джерси, в семье бразильцев, занимавшихся бизнесом по продаже фарфора. Когда ему было три месяца, его семья вернулись домой, в город Крисиума на юге Бразилии. В шесть лет он начал заниматься футзалом. С 11 лет тренировался в клубах «Аваи» и «Крисиума», прежде чем привлечь внимание «Интернасьонала».

### Клубная карьера
Профессиональный дебют Кардозо состоялся 15 сентября 2019 года в матче «Интернасьонала» в Серии A против «Атлетико Минейро», в котором он вышел на замену на 75-й минуте. 4 марта 2021 года в матче Лиги Гаушу против «Пелотаса» забил свой первый гол в профессиональной карьере.
27 декабря 2023 года Кардозо перешёл в клуб испанской Ла Лиги «Реал Бетис», подписав контракт до 2029 года. За 80 % его прав было выплачено 6 млн евро. За «Бетис» он дебютировал 21 января 2024 года в матче против «Барселоны». 25 февраля в матче против «Атлетика Бильбао» забил свой первый гол за «Бетис». По итогам февраля Кардозо был назван игроком месяца в Ла Лиге в возрасте до 23 лет.
16 июля 2025 года перешёл в испанский клуб «Атлетико Мадрид», контракт заключён на 5 лет.

### Международная карьера
В октябре 2019 года Кардозо участвовал в тренировочном лагере сборной США до 23 лет, включавшем товарищеский матч со сборной Сальвадора до 23 лет.
3 ноября 2020 года Кардозо был впервые вызван в сборную США — на товарищеские матчи со сборными Уэльса 12 ноября и Панамы 16 ноября. В матче с валлийцами дебютировал за звёздно-полосатую дружину, выйдя в стартовом составе.
В составе сборной США до 23 лет принимал участие в Мужском олимпийском квалификационном турнире КОНКАКАФ 2020 в марте 2021 года.
В составе сборной США стал победителем Лиги наций КОНКАКАФ розыгрышей 2022/23 и 2023/24.

## Достижения
Командные
 сборная США
- Победитель Лиги наций КОНКАКАФ: 2022/23, 2023/24

Личные
- Игрок месяца в Ла Лиге в возрасте до 23 лет: февраль 2024